# Itajobi
Itajobi é um município brasileiro no estado de São Paulo. Possui uma população de 16 989 habitantes (Instituto Brasileiro de Geografia e Estatística/2022). O município é formado pela sede e pelo distrito de Nova Cardoso.

## Topônimo
"Itajobi" provém do termo tupi para "pedra preciosa".
O Dicionário de Tupi Antigo afirma o seguinte sobre a etimologia: "Itajobi (SP).  Nome artificial: distrito criado com a denominação de Itajubi em 1906. Poderia ser um topônimo com significado se proviesse da composição de itá + îá + oby: repleto de pedras verdes. Mas parece que foi Theodoro Sampaio quem criou o nome, dando-lhe outra significação, que não procede."

## História
Até o início do século XX, toda a região oeste do estado de São Paulo era território tradicional dos índios caingangues. Em 22 de junho de 1884, Inácio Nantes da Costa e sua mulher criaram a Fazenda Campo Alegre, entre os córregos do Papagaio, Monjolinho, Cisterna e Queixada. No final do século XIX, começaram a chegar imigrantes alemães, sírios e italianos na região, que era chamada de Campo Alegre das Pedras.
Em agosto de 1906, foi criado o Distrito de Paz de Itajubi, através da Lei Estadual 993, de 2 de agosto de 1906. Em 26 de outubro de 1918, a Lei Estadual 1 604 criou o município de Itajubi, instalado e 4 de abril de 1919, desmembrado de Itápolis.
Pelo decreto nº 6638, de 31 de agosto de 1934, é criado o distrito de Vila Robert e anexado ao município de Itajubi. Pela lei nº 2569, de 13 de janeiro de 1936, é criado o distrito de Marapuama e anexado ao município de Itajubi.
Em divisões territoriais datadas de 31-XII-1936 e 31-XII-1937, o município é constituído de 3 distritos: Itajubi, Marapuama e Vila Robert. Pelo decreto-lei estadual nº 9073, de 31 de março de 1938, o município está grafado Itajobi e os distritos Marapoama ex-Marapuama Vila Roberto ex-Vila Robert. No quadro fixado para vigorar no período de 1939-1943, o município de Itajobi é constituído de 3 distritos de Itajobi, Marapoama Vila Roberto e pertence ao termo e comarca de Santa Adélia. Pelo decreto-lei estadual no 14334, de 30 de novembro de 1944, transfere o distrito de Roberto do município de Itajobi para o de Pindorama. No quadro fixado para vigorar no período de 1944-1948, o município é constituído de 2 distritos: Itajobi e Marapoama, e pertence ao termo e comarca de Santa Adélia. Em divisão territorial datada de 01-VII-1960, o município é constituído de 2 distritos: Itajobi e Marapoama.
Assim permanecendo em divisão territorial datada de 18-VIII-1988. Pela lei complementar no 02, de 24 de outubro de 1991, é criado o distrito de Nova Cardoso e anexado ao município de Itajobi. Pela lei estadual no 7644, de 30 de dezembro de 1991, desmembra do município de Itajobi o distrito de Marapoama. Em divisão territorial datada de 1-VI-1995, o município é constituído de 2 distritos Itajobi e Nova Cardoso. Assim permanecendo em divisão territorial datada de 14-V-2001.

## Geografia
Localiza-se a uma latitude 21º19'05" sul e a uma longitude 49º03'16" oeste, estando a uma altitude de 453 metros. Possui área de 502,1 km².

### Hidrografia
Os rios do município fazem parte da bacia do Baixo Tietê, sendo que pertencem à Unidade de Gerenciamento de Recursos Hídricos Tietê-Batalha. As principais drenagens que passam pela cidade são o Córrego da Fruteira, o Córrego Monjolinho e o Córrego da Cisterna. O Ribeirão Três Pontes se forma na confluência desses três córregos.
- Córrego da Fruteira.
- Córrego da Cisterna
- Córrego do Cigano.
- Córrego da Queixada
- Córrego do Monjolinho.
- Ribeirão Três Pontes.
- Ribeirão dos Fugidos ou das Palmeiras.
- Ribeirão do Cubatão ou Barra Mansa.
- Ribeirão do Cervo Grande ou Cervão.
- Córrego Fundo.
- Córrego do Bairro Amarelo.
- Córrego do Veado.
- Córrego da Lagoa.
- Córrego da Onça.
- Córrego do Pau D'Alho.
- Córrego Água Limpa.
- Córrego Capão Grosso.

Fonte: Meio Ambiente - Recursos Hídricos - Bacia Tietê-Batalha - SP.

### Relevo
Itajobi se situa no denominado Planalto Ocidental Paulista, que ocupa toda porção oeste do Estado de São Paulo. O relevo é representado pela predominância de uma topografia ondulada, com pequenas oscilações de altitudes, que decaem em direção a oeste (direção da calha do rio Paraná).

### Clima
O clima é tropical com inverno seco e verão chuvoso, a temperatura média está em torno dos 28o graus.

### Vegetação
A vegetação predominante é do tipo campo cerrado, alternado com capões de mata, que hoje apresenta grande desmatamento devido à ação antrópica. As matas ciliares ao longo das principais drenagens se encontram degradadas, na maioria dos casos em função da atividade agrícola exercida na região.[carece de fontes?]

### Geologia
Se situa no centro leste da Bacia do Paraná, sobre rochas do denominado Grupo Bauru. A maior parte assenta-se sobre arenitos da Formação Adamantina, aparecendo lentes de siltitos e argilitos. Aparecem também arenitos com cimentação carbonática, pertencentes a Formação Marília.

### Rodovias
- SP-321

## Demografia
Dados do Censo - 2010
População total: 14.222
- Urbana: 12 142
- Rural: 2 414
- Homens: 7 349[8]
- Mulheres: 7 207

Densidade demográfica (hab./km²): 28,99
Dados do Censo - 2000
Mortalidade infantil até 1 ano (por mil): 7,72
Expectativa de vida (anos): 76,32
Taxa de fecundidade (filhos por mulher): 1,90
Taxa de alfabetização: 89,48%
Índice de Desenvolvimento Humano (IDH-M): 0,798
- IDH-M Renda: 0,695
- IDH-M Longevidade: 0,855
- IDH-M Educação: 0,843

(Fonte: IPEADATA)

## Política e administração
- Prefeito: Sidiomar Ujaque (Paquinho) (2021/2024)
- Vice-prefeito: Catiane Cristina Garcia Betarelo
- Presidente da câmara: Clodovil Domingos Aizza (2021/2022)
- Vereadores (2021/2024):
  - Cláudio Roberto Oliani (Beto Branco)
  - Clodovil Domingos Aizza
  - Helen Temporini
  - José Roberto Lorenceti (Zé Bertim)
  - Luis Brás Piovesan
  - Luis Roberto Sperandio
  - Maicon Aderbal Essi
  - Marcos Antônio Lopes
  - Moisés Aparecido de Lima

## Infraestrutura

### Comunicações
O sistema de telefones automáticos foi inaugurado na cidade em 1979 pela Telecomunicações de São Paulo (TELESP), que também implantou o sistema de discagem direta à distância (DDD) em 1980 com o código de área (0175). Anteriormente a cidade era atendida pela Telefônica Nacional.
Na década de 90 o código DDD da cidade foi alterado para (017), para padronização do sistema telefônico com a telefonia celular que estava sendo implantada em todo o estado.

## Religião
O Cristianismo se faz presente na cidade da seguinte forma:

### Igreja Católica
- A igreja faz parte da Diocese de Catanduva.[12]

### Igrejas Evangélicas
- Assembleia de Deus Ministério do Belém.[13][14]
- Congregação Cristã no Brasil.[15]